# NGC 4244
NGC 4244, (nota anche come C 26), è una galassia a spirale barrata nella costellazione dei Cani da Caccia.

È vista perfettamente di taglio; un telescopio di piccole dimensioni già la individua come un lungo fuso. Ingrandimenti maggiori consentono di osservare pure una sottile fascia scura che si snoda lungo tutta la galassia, con un aspetto simile a quello della Fenditura del Cigno. È la principale di un gruppo di galassie adiacente al nostro Gruppo Locale, al quale appare "collegato" dalla galassia NGC 4214. Dista dalla Via Lattea circa 16 milioni di anni-luce.

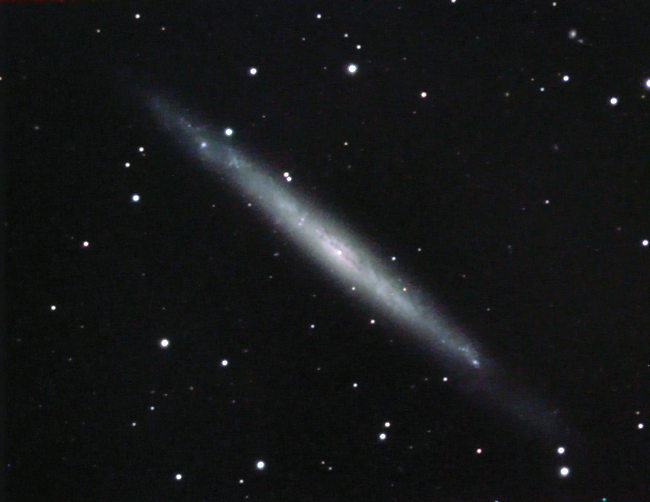
NGC 4244
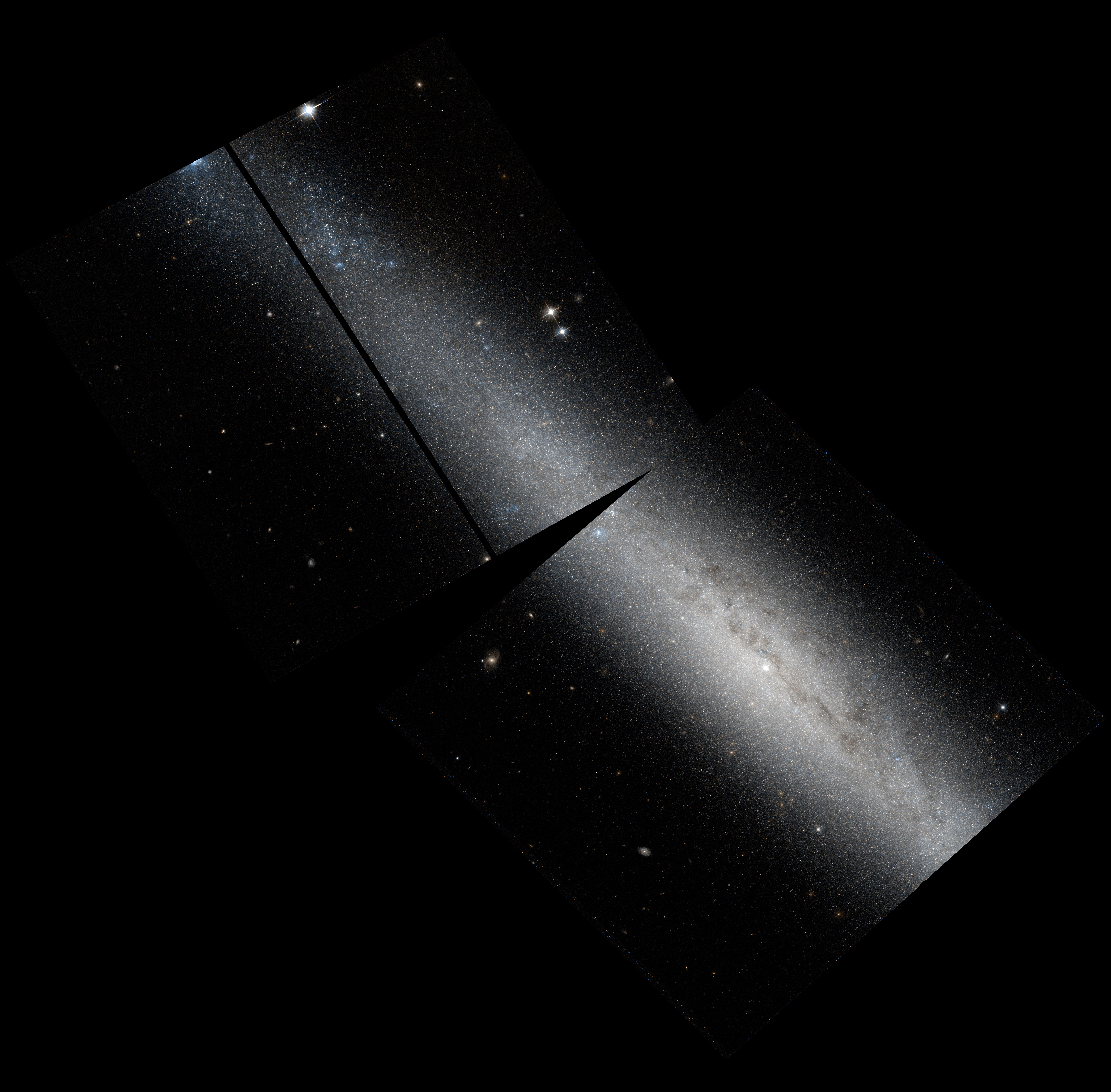
NGC 4244  (Telescopio spaziale Hubble)
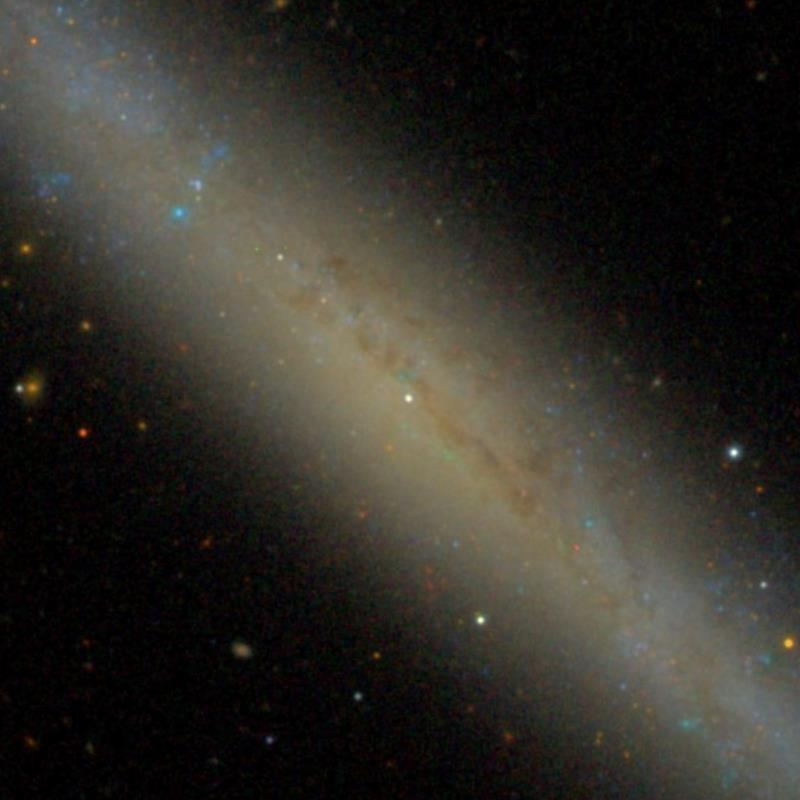
NGC 4244  (SDSS DR14)